# Palazzo di Cifra
Il Palazzo di Cifra (in ungherese Cifrapalota, pron. /ˈtsifɾɒˌpɒlotɒ/; lett. "palazzo fiabesco", "fantasioso" o "grazioso") è un noto ex complesso residenziale della città ungherese di Kecskemét, costruito nel 1902, e disegnato in stile secessionista/liberty. Oggi è sede di un museo.

## Voci correlate

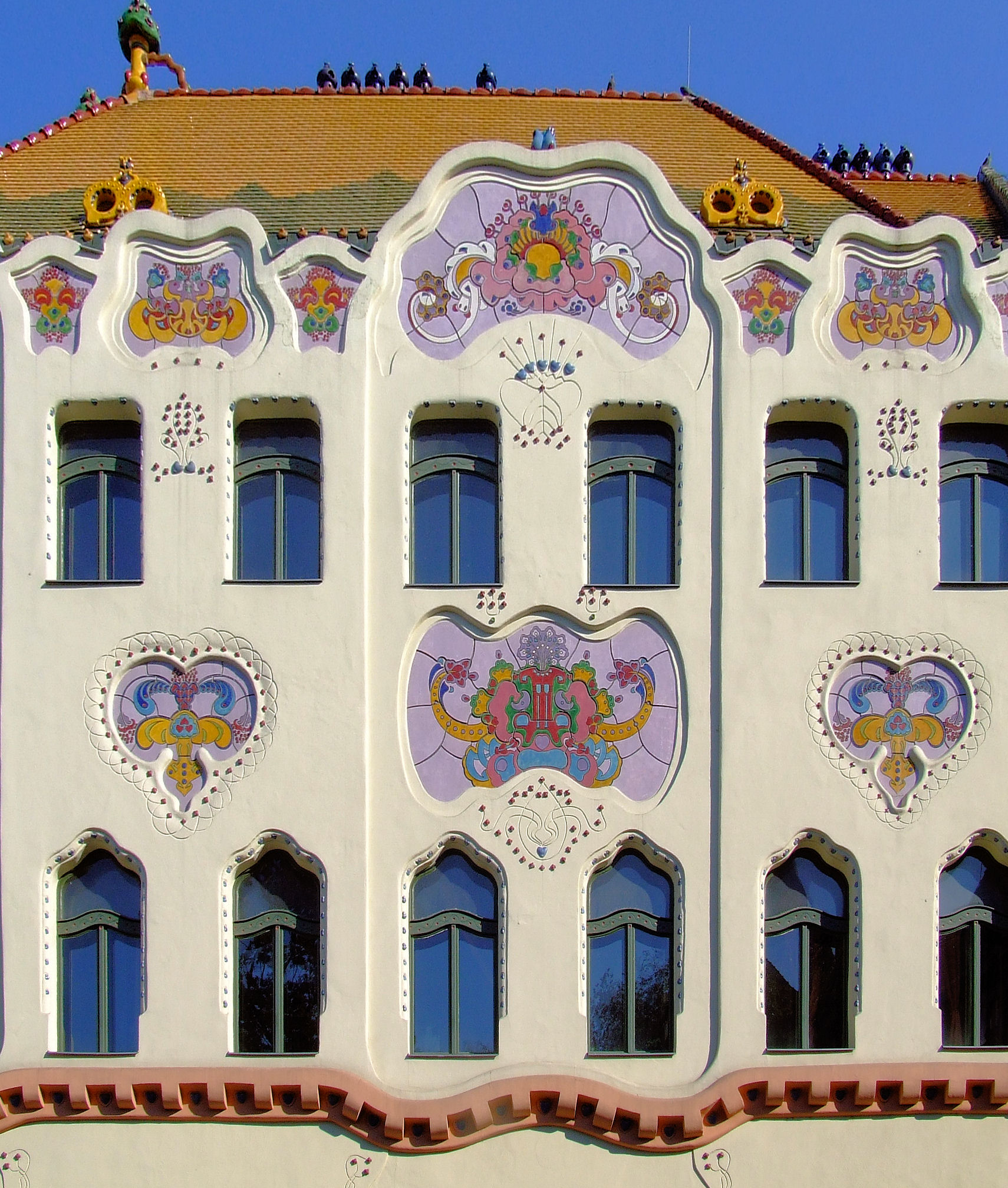
Dettaglio decorativo del palazzo realizzato in maiolica Zsolnay